# Johann Conrad Schefer
Johann Conrad Schefer (* 2. März 1772 in Herisau; † 19. Oktober 1831 ebenda; heimatberechtigt in Herisau) war ein Schweizer Buchbinder, Publizist und Ratschreiber aus dem Kanton Appenzell Ausserrhoden.

## Leben
Johann Conrad Schefer war der Sohn des Johannes Schefer, Mousselinefabrikant, und der Anna Katharina Schiess. Schefer ehelichte 1799 Johanna Barbara Enz, Tochter des Johann Jakob Enz, Kaufmann. 1806 heiratete er seine zweite Ehefrau Anna Barbara Rechsteiner, Tochter des Johann Bartholome Rechsteiner.
Schefer schloss eine Ausbildung als Buchbinder in Zürich ab und betrieb daneben historische und naturkundliche Studien. Von 1791 bis 1796 machte er Aufenthalte in Genf, Strassburg, Weissenburg und Paris. Schefer gründete 1796 eine Buchbinderwerkstatt in Herisau. Dieser fügte er bald eine Buchhandlung an. Obschon Schefer kein Anhänger der Helvetischen Republik war, wurde er 1799 Mitglied und Sekretär der Munizipalität. Zudem war er 1800 Distriktskommissar und Schulinspektor. Von 1802 bis 1831 amtierte er neben seinem Geschäft als Ratschreiber. In dieser Funktion war er zugleich Mitglied des Grossen Rats und zahlreicher Kommissionen. Besondere Verdienste erwarb er sich um das Armen- und das kantonale Assekuranzwesen. Daneben betätigte Schefer sich ab 1805 als Herausgeber, Redaktor und Autor des Avis-Blatts für Herisau und die umliegende Gegend, der ersten appenzellischen Zeitung. Querelen mit der Zensur und mangelnde Abonnenten veranlassten ihn, das inzwischen umbenannte Blatt 1814 einzustellen. Schefer war 1810 Mitgründer der Schweizerischen Gemeinnützigen Gesellschaft und 1823 der Appenzellisch-Vaterländlichen Gesellschaft. Ab 1812 war er Mitglied der Schweizer Geschichtforschenden Gesellschaft und ab 1817 der Schweizer Naturforschenden Gesellschaft. In deren Jahrbüchern publizierte er später seine Artikel. Als erster Publizist im Appenzellerland zählte Schefer zu den Wegbereitern des Liberalismus in Ausserrhoden.